# Församling
Församling ist die allgemeine schwedische Bezeichnung für eine Kirchengemeinde.

## Schwedische Kirche
Im Speziellen bezeichnet församling eine Kirchengemeinde der evangelisch-lutherischen Schwedischen Kirche, die bis 1999 Staatskirche Schwedens war.
Vor der „Entstaatlichung“ der Schwedischen Kirche im Jahr 2000 nannte man die församling auch „kirchliche Gemeinde“ (kyrklig kommun) im Gegensatz zur weltlichen Gemeinde (kommun). Ganz Schweden ist in 2216 Gemeinden eingeteilt (Stand 2005). Dadurch haben die församlingar auch einen geographischen Aspekt. So sind die weitaus meisten von ihnen sogenannte territorielle Kirchengemeinden (territoriell församling), nur fünf (Stand 2006) haben einen nichtterritoriellen Charakter (icke-territoriell församling), so zum Beispiel die Admiralitätsgemeinde in Karlskrona, die letzte noch bestehende Gemeinde, die mit einer militärischen Einheit verbunden ist (militärförsamling oder garnisonsförsamling). Außerdem hat die Schwedische Kirche mehr als 40 Auslandsgemeinden, unter anderem in Hamburg.
Die kirchliche Organisation der Schwedischen Kirche ist durch das Kirchengesetz von 1998 und der Kirchenordnung geregelt. Die Kirchengemeinden sind die lokalen Einheiten der Schwedischen Kirche. Eine oder mehrere Kirchengemeinden bilden ein Pastorat (kontrakt).
Eine Kirchengemeinde ist administrativ selbständig. Sie entscheidet unter anderem in Fragen bezüglich der Abhaltung von Gottesdiensten, der religiösen und kirchlichen Aus- und Weiterbildung in der Gemeinde, der Anschaffung und des Unterhalts von Kirchengebäuden, der Anlage und des Unterhalts von Friedhöfen, der Löhne und Gehälter ihrer Angestellten.
Das beschlussfassende Organ der Kirchengemeinde ist der Kirchengemeinderat (kyrkofullmäktige), der jedes vierte Jahr gewählt wird. In kleinen Ortschaften mit weniger als 500 Stimmberechtigten kann die Kirchenversammlung (kyrkostämma), eine Versammlung aller Stimmberechtigten, den Kirchengemeinderat ersetzen. Das Exekutivorgan der Kirchengemeinde ist der Kirchenrat (kyrkoråd), dessen Vorsitzender der Pastor (kyrkoherde) ist.

## Folkbokföring
Die församling als Begriff in der schwedischen sogenannten „Folkbokföring“ war bis zum 31. Dezember 2015 die kleinste geographische Verwaltungseinheit, auf deren Basis von der schwedischen Statistikbehörde, dem Statistiska centralbyrån, jährliche Volkszählungen durchgeführt wurden. Deshalb wurden alle in Schweden „volksbuchgeführten“ (folkbokförda) Personen sowohl in der politischen Gemeinde (kommun) als auch in der församling registriert. Die Einteilung Schwedens in statistische församlingar im Sinne der Volksbuchführung entsprach der Einteilung Schwedens in die församlingar der Schwedischen Kirche. Die Zugehörigkeit zu einer statistischen församling war unabhängig von einer Mitgliedschaft in der Schwedischen Kirche.
Seit dem 1. Januar 2016 sind diese statistische församlingar durch Distrikte ersetzt, die den församlingar am 31. Dezember 1999 entsprechen.